# II. Níkmaddu
II. Níkmaddu (vagy Niqmad[du]) ugariti király a föníciai térség politikailag legbonyolultabb időszakának kezdetén, az i. e. 14. század közepétől uralkodott. Uralkodásának kezdetéről kevés adat áll rendelkezésre. A források azonban megszaporodnak I. Szuppiluliumasz szíriai hadjáratai során.
Szuppiluliumasz a második szíriai hadjáratát Isuva meghódításával kezdte, majd dél felé fordult, és Alsze, majd Kutmar következett. Ezután Tusratta gyenge ellenállása révén Mitanni is hettita vazallussá lett. Níkmaddu a hettita terjeszkedés megállítására egy hármas szövetséget kovácsolt össze, amelyben rajta kívül Nija királya, Aki-Tesub (Agi-Tesub) és Mukis uralkodója, Ituraddu (II. Addu-nirári) vett részt. Szuppiluliumasz külön levélben figyelmeztette Níkmaddut a Hettita Birodalommal szembeni kötelezettségeinek teljesítésére, miközben Ugarit névleg Egyiptom vazallusa volt. Níkmaddu a fenyegetés hatására feladta szövetségeseit. Szuppiluliumasz a pálfordulás után nyugatra fordult és elfoglalta Halapot, ahol Telipinusz herceg kapta az alkirályi posztot.
Szuppiluliumasz ezután elfoglalta Mukis régi fővárosát Alahtumot is, valamint Niját és Nuhassét is. Níkmaddu gazdag ajándékokkal lepte meg a hettita parancsnokot. Ez volt az első eset, hogy Hatti egyiptomi vazallus királyságot hódított meg, de Egyiptom diplomáciai úton akarta a helyzetet megoldani, ezért fegyveres összetűzésekre nem került sor. Szuppiluliumasz felosztotta Mukis területét, egy része Halap fennhatósága alá került, másik részét Níkmaddu kapta jutalmul.
Ugarit helyzete a hettita felügyelet alatt konszolidálódott, végül is nem változott semmi a főhatóságot gyakorló uralkodót leszámítva. Fönícia és Szíria többi környező fejedelemsége is vagy behódolt, vagy meghódították, Halap és később Kargamis sokkal közvetlenebb és hatásosabb módon beavatkozhatott a helyi ügyekbe, mint a távoli, és ráadásul inaktív Egyiptom.
Níkmaddut hosszú uralkodás után fia, II. Arhalba követte Ugarit trónján.

## Hettita források
- CTH#45 (HDT#19) – I. Szuppiluliumasz levele
- CTH#46 – szerződés Szuppiluliumasszal
- CTH#47 – hettita ediktum az ugariti szerződés tiszteletére
- CTH#48 – hettita adókivetés

## Egyiptomi források
- EA#46 – ugariti király (talán Níkmaddu) levele
- EA#47 – ugariti király (talán Níkmaddu) levele
- EA#49 – Níkmaddu levele
- EA#51 – Ituraddu levele